# Love of My Life
Love of My Life is een ballad van het album A Night at the Opera van de Engelse rockband Queen. Een liveversie van het nummer werd uitgebracht als single in juni 1979 en kwam op nummer 1 in Argentinië en Brazilië. Het voorgaande nummer op het album, The Prophet's Song, gaat langzaam over in dit nummer, hoewel de nummers nooit samen live werden gezongen.

## Achtergrond
Het nummer was geschreven voor Mary Austin, de vriendin van Mercury in die tijd. Met het gelijke thema verwees de latere single These Are the Days of Our Lives terug naar Love of My Life, waarbij het nummer tweemaal de regel "I still love you" bevat. Aan het eind van dat nummer spreekt Mercury de regel normaal uit, net zoals hij doet in de liveversie van Love of My Life.
In thuisland het Verenigd Koninkrijk en in Ierland bereikte de liveversie in juli 1979 de 63e positie in de UK Singles Chart en stond twee weken in de lijst genoteerd.
In Nederland werd de liveversie van de plaat destijds veel gedraaid op Hilversum 3⁣, maar behaalde desondanks geen notering in de destijds drie landelijke hitlijsten op de nationale publieke popzender (de Nederlandse Top 40, Nationale Hitparade en de TROS Top 50). Ook in de Europese hitlijst op Hilversum 3, de TROS Europarade, werd geen notering behaald.
In België werd geen notering behaald in zowel de voorloper van de Vlaamse Ultratop 50 als de Vlaamse Radio 2 Top 30 en de Waalse hitlijst.
Sinds de editie van december 2000 staat de plaat onafgebroken genoteerd in de jaarlijkse NPO Radio 2 Top 2000 van de Nederlandse publieke radiozender NPO Radio 2, met als hoogste notering een 10e positie in 2022 en 2023.

## Coverversie
Love of My Life is de tweede single van Declan Galbraith en de eerste single van zijn tweede album, Thank You. Het nummer was uitgebracht op 23 maart 2007.
Love of My Life kan ook terug gevonden worden op het Scorpionsalbum Acoustica uit 2001 en op het uit 2004 stammende album Queen Tribute van Valensia.

## Hitnoteringen

### B2B Single Top 100
| Hitnotering: 05-01-2019 | Hitnotering: 05-01-2019 | Hitnotering: 05-01-2019 |
| Week:                   | 1                       |                         |
| ----------------------- | ----------------------- | ----------------------- |
| Positie:                | 93                      |                         |

### NPO Radio 5 Evergreen Top 1000
| Evergreen Top 1000 "Love Of My Life" | Evergreen Top 1000 "Love Of My Life" | Evergreen Top 1000 "Love Of My Life" | Evergreen Top 1000 "Love Of My Life" | Evergreen Top 1000 "Love Of My Life" | Evergreen Top 1000 "Love Of My Life" | Evergreen Top 1000 "Love Of My Life" | Evergreen Top 1000 "Love Of My Life" | Evergreen Top 1000 "Love Of My Life" | Evergreen Top 1000 "Love Of My Life" | Evergreen Top 1000 "Love Of My Life" | Evergreen Top 1000 "Love Of My Life" | Evergreen Top 1000 "Love Of My Life" | Evergreen Top 1000 "Love Of My Life" | Evergreen Top 1000 "Love Of My Life" | Evergreen Top 1000 "Love Of My Life" | Evergreen Top 1000 "Love Of My Life" |
| Jaar                                 | 2008                                 | 2009                                 | 2010                                 | 2011                                 | 2012                                 | 2013                                 | 2014                                 | 2015                                 | 2016                                 | 2017                                 | 2018                                 | 2019                                 | 2020                                 | 2021                                 | 2022                                 | 2023                                 |
| ------------------------------------ | ------------------------------------ | ------------------------------------ | ------------------------------------ | ------------------------------------ | ------------------------------------ | ------------------------------------ | ------------------------------------ | ------------------------------------ | ------------------------------------ | ------------------------------------ | ------------------------------------ | ------------------------------------ | ------------------------------------ | ------------------------------------ | ------------------------------------ | ------------------------------------ |
| Positie                              | -                                    | -                                    | -                                    | -                                    | -                                    | -                                    | -                                    | -                                    | 37                                   | 83                                   | 29                                   | 21                                   | 20                                   | 16                                   | 18                                   | 19                                   |

### NPO Radio 2 Top 2000
| Nummer met noteringen in de NPO Radio 2 Top 2000 | '00 | '01 | '02 | '03 | '04 | '05 | '06 | '07 | '08 | '09 | '10 | '11 | '12 | '13 | '14 | '15 | '16 | '17 | '18 | '19 | '20 | '21 | '22 | '23 | '24 |
| ------------------------------------------------ | --- | --- | --- | --- | --- | --- | --- | --- | --- | --- | --- | --- | --- | --- | --- | --- | --- | --- | --- | --- | --- | --- | --- | --- | --- |
| Love of My Life                                  | 82  | 108 | 97  | 111 | 115 | 78  | 69  | 82  | 82  | 73  | 78  | 75  | 76  | 82  | 69  | 74  | 64  | 72  | 12  | 13  | 11  | 12  | 10  | 10  | 9   |

1. ↑  Een vetgedrukt getal geeft de hoogste notering aan.
2. ↑  2000 was het eerste jaar met een notering voor dit nummer.